# Балтия, Герман
Барон Герман Балтия (фр. Herman Baltia; 1 сентября 1863, Сен-Жосс-тен-Ноде — 16 сентября 1938, Сен-Жиль) — бельгийский военный и государственный деятель, дивизионный генерал. Верховный комиссар и генерал-губернатор восточных кантонов (Новой Бельгии) (1920—1925).

## Биография
Сын бельгийского генерала Карла Балтия (люксембургского происхождения) и немки. Следуя семейной традиции вступил на службу в бельгийскую армию.
В 1907 году служил офицером в Армейском картографическом институте, выполнял миссию по определению границ на юге Бельгийского Конго.
В 1908 году получил звание майора. Отличился в ходе Первой мировой войны, в основном, на севере Франции и в боях во Фландрии. В 1916 году стал генерал-майором. В 1919 году получил звание генерал-лейтенанта.
После заключения Версальского договора Бельгии был предоставлен суверенитет над ранее прусскими округами Эйпен и Мальмеди.
В 1920—1925 годах занимал пост Верховного комиссара и генерал-губернатора Восточной Бельгии. Решения Балтия заложили основу для будущего современной Восточной Бельгии на двадцать лет вперёд.

## Награды
- Орден Леопольда I
- Орден Короны (Бельгия)
- Военный крест 1914—1918 (Франция)